# Portland Trail Blazers 1985-1986
La stagione 1985-86 dei Portland Trail Blazers fu la 16ª nella NBA per la franchigia.
I Portland Trail Blazers arrivarono secondi nella Pacific Division della Western Conference con un record di 40-42. Nei play-off persero al primo turno con i Denver Nuggets (3-1).

## Roster
| N° | Naz.                   | Ruolo | Sportivo          | Anno | Alt. | Peso |
| -- | ---------------------- | ----- | ----------------- | ---- | ---- | ---- |
| 00 | Stati Uniti (bandiera) | A     | Ken Johnson       | 1962 | 203  | 109  |
| 4  | Stati Uniti (bandiera) | GA    | Jim Paxson        | 1957 | 198  | 91   |
| 14 | Stati Uniti (bandiera) | G     | Darnell Valentine | 1959 | 185  | 83   |
| 20 | Stati Uniti (bandiera) | G     | Steve Colter      | 1962 | 191  | 75   |
| 21 | Stati Uniti (bandiera) | A     | Brian Martin      | 1962 | 206  | 96   |
| 22 | Stati Uniti (bandiera) | GA    | Clyde Drexler     | 1962 | 201  | 95   |
| 25 | Stati Uniti (bandiera) | A     | Jerome Kersey     | 1962 | 201  | 98   |
| 27 | Stati Uniti (bandiera) | AC    | Caldwell Jones    | 1950 | 211  | 98   |
| 30 | Stati Uniti (bandiera) | G     | Terry Porter      | 1963 | 191  | 88   |
| 31 | Stati Uniti (bandiera) | A     | Sam Bowie         | 1961 | 216  | 107  |
| 34 | Stati Uniti (bandiera) | A     | Kenny Carr        | 1955 | 201  | 100  |
| 43 | Bahamas (bandiera)     | AC    | Mychal Thompson   | 1955 | 208  | 103  |
| 55 | Stati Uniti (bandiera) | A     | Kiki Vandeweghe   | 1958 | 203  | 100  |

## Staff tecnico
- Allenatore: Jack Ramsay
- Vice-allenatori: Rick Adelman, Bucky Buckwalter